# 麥克林山
69°57′S 64°36′E / 69.950°S 64.600°E
麥克林山（英語：Mount Macklin）是南極洲的山峰，位於麥克羅伯特森地，屬於阿納雷冰原島峰的一部分，海拔高度2,005米，在1955年11月由澳大利亞探險隊踏足，現時由南極條約體系管理。